# NK Jedinstvo Forkuševci
Nogometni klub Jedinstvo Forkuševci hrvatski je nogometni klub iz Forkuševaca, sela u općini Viškovci. Prethodno se zvao Nogometni klub Labrador Forkuševci.

## Povijest
Klub je osnovan 2001. godine na temeljima starog NK Jedinstvo Forkuševci, koji je postojao od 1968. do 1990. godine, kada prestaje s radom.
NK Labrador službeno počinje nastupati od sezone 2001./02., natjecanjem u 3. ŽNL Osječko-baranjskoj, Nogometnog središta Đakovo.  Osvojivši drugo mjesto u 3. ŽNL Osječko-baranjskoj NS Đakovo 2008./09., klub se plasirao u drugu županijsku nogometnu ligu. 
Osim seniorske, u klubu trenutačno ne postoje mlađe kategorije nogometaša, dok je najveći angažman uprave kluba usmjeren na izgradnju novog nogometnog igrališta i pratećih objekata.

## Statistika u prvenstvima od sezone 2001./02.
| Sezona    | Rang | Liga                                                  | Pozicija | Utakmice | Pobjede | Neodlučeno | Porazi | Postignuti golovi | Primljeni golovi | Bodovi |
| 2001./02. | 6.   | 3. ŽNL Osječko-baranjska, NS Đakovo                   | '        |          |         |            |        |                   |                  |        |
| 2002./03. | 6.   | 3. ŽNL Osječko-baranjska, NS Đakovo                   | 4.       | 30       | 17      | 3          | 10     | 75                | 55               | 54     |
| 2003./04. | 6.   | 3. ŽNL Osječko-baranjska, NS Đakovo                   | '        |          |         |            |        |                   |                  |        |
| 2004./05. | 6.   | 3. ŽNL Osječko-baranjska, NS Đakovo                   | '        |          |         |            |        |                   |                  |        |
| 2005./06. | 6.   | 3. ŽNL Osječko-baranjska, NS Đakovo                   | 6.       | 28       | 14      | 4          | 10     | 53                | 45               | 46     |
| 2006./07. | 7.   | 3. ŽNL Osječko-baranjska, NS Đakovo (Liga za prestiž) | 6.       | 9        | 3       | 3          | 3      | 17                | 12               | 16     |
| 2007./08. | 7.   | 3. ŽNL Osječko-baranjska, NS Đakovo                   | '        |          |         |            |        |                   |                  |        |
| 2008./09. | 7.   | 3. ŽNL Osječko-baranjska, NS Đakovo                   | 2.       | 24       | 18      | 4          | 2      | 91                | 24               | 58     |